# Cú diều phương Bắc
Cú diều phương Bắc (danh pháp khoa học: Surnia ulula) là một loài cú không di cư, sống ở miền cực và cận cực, dù có khi bay lạc về phương nam. Đây là một trong số ít loài cú không sống về đêm hay hoàng hôn, hoạt động chỉ vào ban ngày. Nó là loài duy nhất trong chi Surnia. Nó nằm trong họ Strigidae, họ cú "thường" (trái với cú lợn, họ Tytonidae). Loài này có khi được gọi tắt là hawk owl (cú diều); tuy vậy, nhiều loài trong chi Ninox cũng mang tên "cú diều".
Tên chi Surnia có vẻ là một từ mà Duméril, người đặt tên chi, nghĩ ra, còn tên loài ulula là một từ tiếng Latinh chỉ cú rít.

## Mô tả
Cú diều phương Bắc đực dài 36–42,5 cm (14,2–16,7 in), nặng khoảng 300 g (11 oz). Chim mái hơn to hơn, dài 37,2–44,7 cm (14,6–17,6 in), nặng chừng 340 g (12 oz). Cả con trống và mái đều có sải cánh dài ngang nhau, khoảng 45 cm (18 inch). Bộ lông của chúng thường có màu nâu sậm với đốm trắng trải khắp mặt lưng, trên cổ có một dề đen kiểu chữ v. Mặt bụng phủ lông trắng xen kẽ sọc nâu. Nó cũng có đuôi khá dài. Mặt dẹp, có màu trắng khói ám với rìa đen, mắt vàng và mỏ cong.
Cú diều phương Bắc được cho là gợi đến diều hâu ở cả bề ngoài và hành vi. Ở Bắc Mỹ, dáng bay của nó được đem so với diều hâu Cooper (Accipiter cooperii).

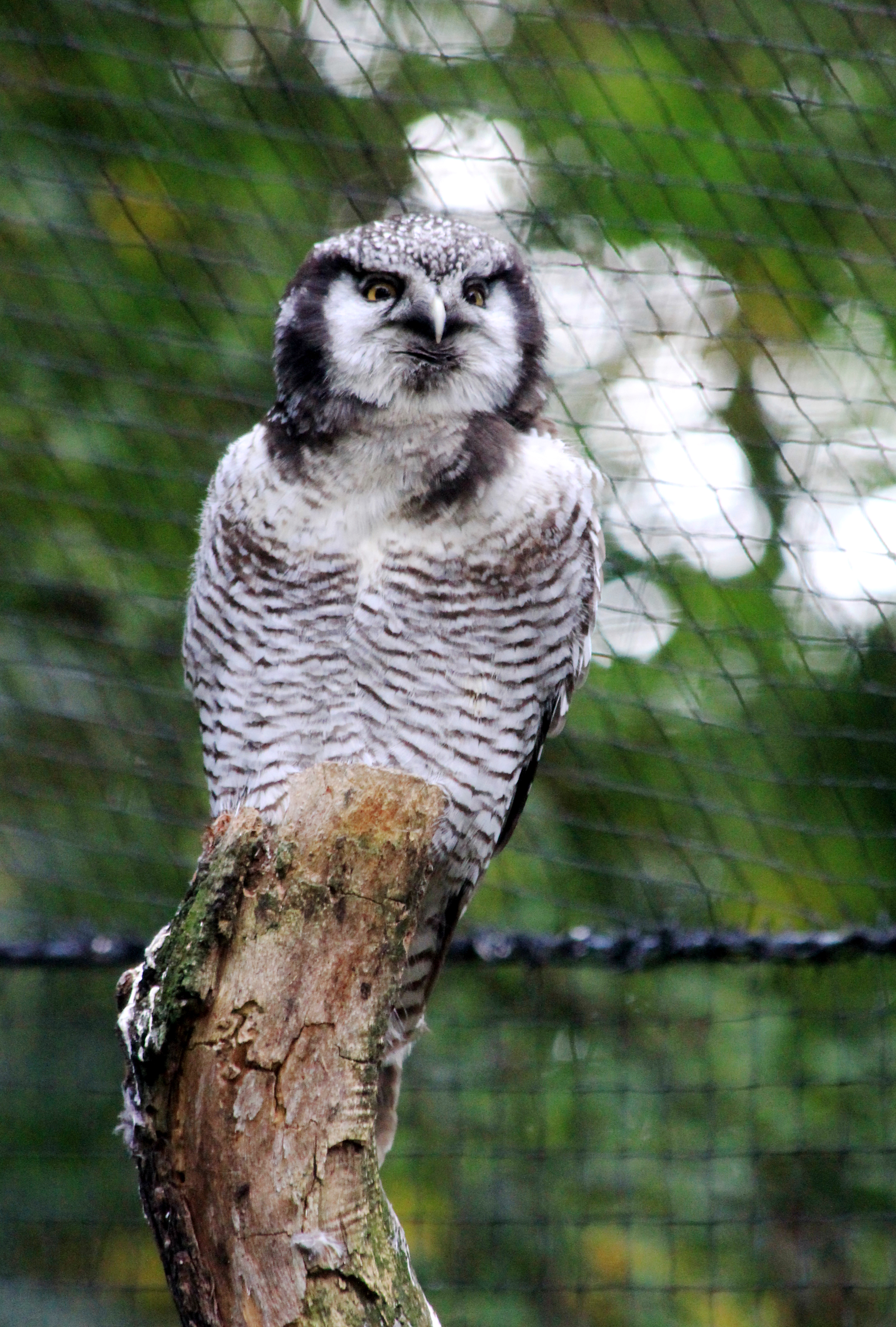
Tại Vườn thú Prague

## Tiếng kêu
S. ulula có nhiều tiếng kêu, tùy theo giống và tình huống. Khi thu hút bạn tình, con đực thường thường kêu ulululululululul còn khi đậu trên nơi làm tổ lý tưởng thì kêu tu-wita-wit, tiwita-tu-wita, wita. Con mái kêu ít liên hồi và the thé hơn.
Khi nhận thấy nguy hiểm, nó hay kêu rike, rike, rike, rike. Khi kẻ xâm phạm tới gần tổ, nó cất một đợt rít chói lói rồi kết bằng yip. Lúc báo nguy hiểm cho chim non, chúng phát tiếng kêu nghe giống ki ki kikikikiki. Độ dài tiếng kêu từ 15 giây đến 2 phút.

## Phân bố
Cú diều phương Bắc gồm 3 phân loài, sống dọc quanh miền Toàn Bắc. Phân loài Bắc Mỹ S. u. caparoch có mặt từ đông Alaska qua suốt Canada tới Newfoundland và ở vài vùng lấn sâu xuống bắc Hoa Kỳ. Hai phân loài kia sống ở lục địa Á-Âu: S. u. tianschanica có mặt ở Trung Á (gồm cả Tân Cương, Trung Quốc), còn S. u. ulula sống khắp Bắc Âu và Xibia.

## Chú thích

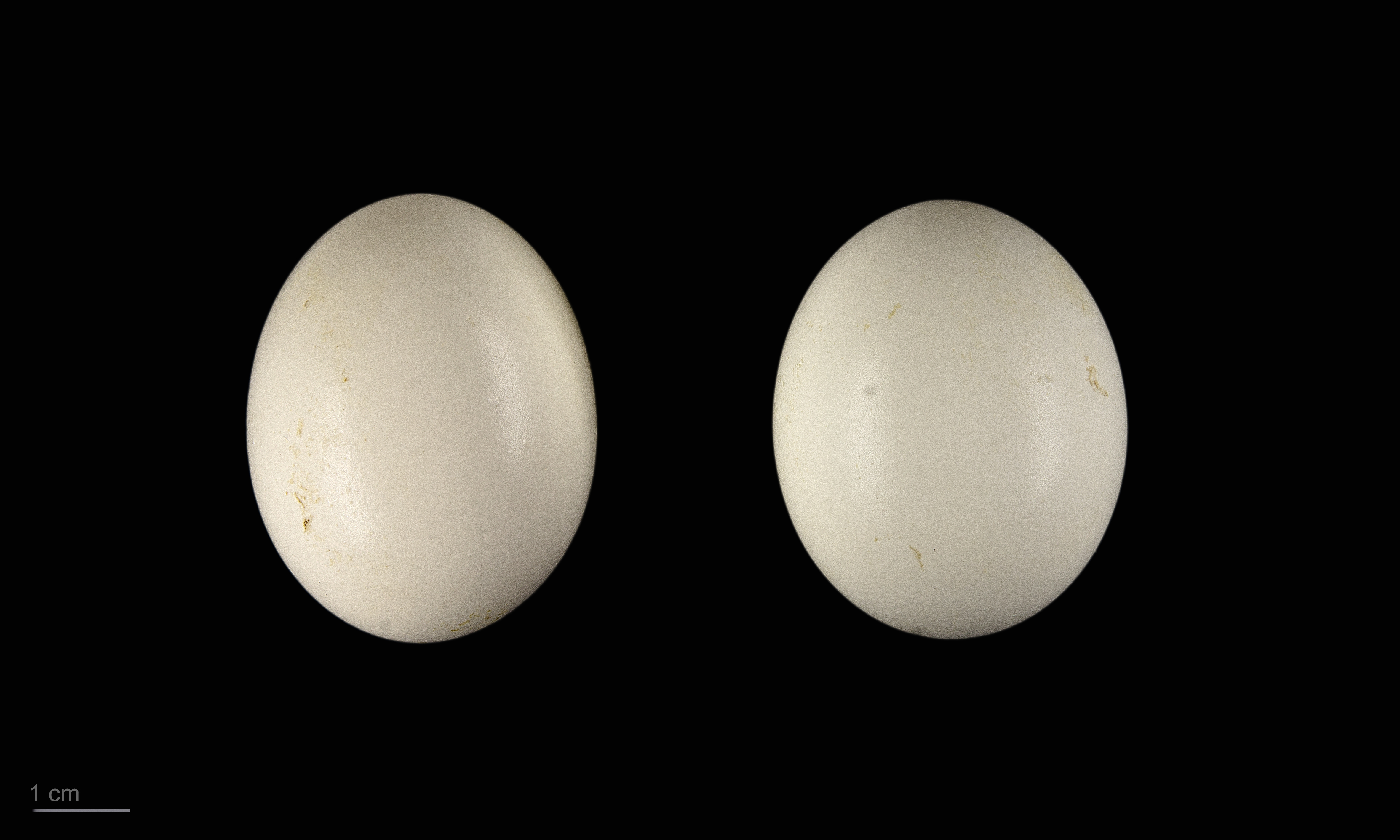
Surnia ulula ulula